# ブラスト・ランナー
ブラスト・ランナーは、セガ・インタラクティブ（2015年3月まではセガ）のアーケードゲーム『ボーダーブレイク』の自機、架空の兵器。本項では『ボーダーブレイク』のゲームシステムの内、自機および武装のカスタマイズ、兵装選択に関する部分をあわせて記述する。

## 概要
ブラスト・ランナー（通称ブラスト）は、「頭部」「胴体」「腕部」「脚部」の4つの部位で機体を構成し、二足歩行またはホバー機構を有した、全長5m、重量約10-15トンの人型ロボット。ニュードと呼ばれる物質を動力源とし、内部にコックピット（メーカーによって形式が異なる）を有し、ニュードに耐性のある人間が操縦して稼働する。基本的に戦闘用であり、場面に応じた武装を多数装備。それらの装備は、背部や腕部などに搭載されている外部装備をマニピュレータや設置部位そのままで展開し使用することが可能。また、装備構成は4つの兵装と言う形でカテゴライズされており、これにより多様な戦術・戦略を取ることができ、状況に応じて戦闘中に換装することも可能。堆積しているニュードを採掘するためにプラントなど一部施設の占拠能力も有する。後に「イクシード」と呼ばれる3種類のチップが搭載可能になった。
これら、4つの機体パーツ、4つの兵装(兵装ごとに4つの装備)、チップの組み合わせで様々な運用が可能となっている。
新たなパーツの購入には戦闘での素材・勲章の獲得と一定量のGPの支払い、チップの開発には戦闘結果による一定の開発値が必要になる。
ver3.0より、追加要素「武器支給システム」により、幾つかの武器・機体パーツが無償支給されるようになった他、全体的な購入条件の緩和、および「ユニオンレベル」の導入で、カスタマイズの幅が広まっている。
購入時の「ユニオンレベル」について
武器・パーツ購入条件には、ver2.7までの「一定数勲章所持」の他に「ユニオンレベル」が指定されているものがある。例えば購入時に「勲章が不足」しているが「ユニオンレベルが足りている」場合、購入条件を満たしたと見なされる。これまで同様、勲章による購入条件も有効である。

### 開発経緯
ニュード採掘用機械「ブラスト・ウォーカー」が兵器として発展したのが「ブラスト・ランナー」である。採掘用機械だったにも関わらず、ブラスト・ウォーカーを武装して運用する例は存在し、そこに高い汎用性を見いだしたGRFは、エイオース建造やブラスト・ウォーカー「ミュール」で実績のあったTSUMOI社に「ニュード・ドライブ」の技術を提供し、クーガーI型が世に放たれる。
クーガーはバランス型として開発されるも、以後ヘヴィガード・シュライク等様々なタイプのブラストが市場に並ぶこととなる。
巨大飛行強襲艇ワフトローダーの浮遊技術を応用したホバー型の脚部を搭載したネレイドが登場した以降は、こちらも他のブランドでホバー脚部の機体がリリースされていく。
R.E.035に運用されたブラストの根幹そのものも時代を経るごとに拡張され、R.E.049にイクシードと呼ばれる拡張チップを搭載可能にした第二世代型「イクシード・ブラスト」、R.E.065にはエイジェン参入による脅威に対抗する目的で新メインフレーム「CISフレーム」「フィア装甲」を開発しニュードによるバリア機構「ニュード・ディフレクター」や予備弾倉の実装・軽量化による加速限界解放を可能にした第三世代型「F3ブラスト」へと進化をつづけている。

### 機体構成の詳細
機体各部パーツは若干の余剰スペックを前提としたつくりとなっており、全部位を同ブランドで構成した機体やチップは、これを利用したチューンアップとなっている。
装備マウンター
武装に関しては、背部の上下、肩部後方2つずつ、ならびに腕部に搭載用のマウンター(武器収納装置)が設置されており、使用しない武器はこれらに搭載する。なお、肩部のマウンターは前後稼働式となっており、ブラストのマニピュレーターに届くように位置を調節する。前部のマウンターは要請兵器を使用する際の固定用として機能する。このマウンターは各ブラスト制作企業で同一規格となっているが、雷花シリーズなど一部のブランドは形状が異なる独自仕様を採用している。
全長5mであるブラストの大きさと多くの武装を搭載する事を考慮し、ほとんどの武器は収納時にコンパクトにするための変形機構を備えている。
ブラストの装甲
主に「NCメタル」と呼ばれるニュード合金が使用されており、ニュードと金属が細胞のように入り組んだ構造をしている。これはニュードを吹き付けることで損傷した部分を修復することが可能となっている。技術が進むにつれて、ベンノ・ナクシャトラ両社により特殊な人工ニュード結晶が開発され、それは重量・耐久力比においてNCメタル以上の強度を得られることから、次世代の装甲材として注目される。
ニュードの存在によって、上記の様な強固かつ「即時修復」することができる万能装甲であるが、逆にニュードに由来する対応策も存在する（電気的な干渉による強度低下、ニュードを使用した浸食劣化など）。最も損傷が上がるものとして、機体を循環するニュードの制御管理を司る頭部への損傷である。頭部が爆風ではなく銃弾など貫通しうるもので損傷した場合は、制御を離れた暴走ニュードによって損傷が度合いに応じて増大する（ボーダーブレイクにおいてヘッドショットが起きる理由）。
スラスター
ブラストは、高速推進並びに跳躍・ホバリングの為のスラスターを搭載している。二脚型は腰部に1つずつ、ホバー型は浮上及び上昇用が底部に、高速推進用が後部に存在する他、着地用のランディングギアも存在する。
二脚型においては地上でのスラスター推進の為に末端部にローラーやキャラピラを採用しており、これでスムーズな移動を可能にしている。
ニュード・ディフレクター（N-DEF）
前述の通り、第三世代ブラストより組み込まれたバリア機能。高火力化するブラスト用火器への対抗策として開発された経緯がある。このような機能を第二世代以前の機体で使用するには、ニュード・ドライブの大型化、あるいは外部装置を装着しなければならなかったが、新型のフレームと装甲が採用され機体スペックが向上、機体単体に組み込む事を可能とした。頭部パーツからN-DEF用のエネルギーを吸引する事が解説されている。通常、上記のようなバリア機能が主だが、意図的に放出することで攻撃にも転用可能。
ゲーム上においては装甲とは別のダメージ補正を有しており、これにより爆発属性の攻撃に対して大きく減衰することが可能。ただし、ニュードによる減衰はあるが近接武器と言った銃器類ではない純物理兵器には効果が薄い。

## 機体
機体パーツは、全パーツに共通する重量と装甲（ダメージ軽減率）に加えて、部位に応じて影響するステータスが異なる。性能はE〜Sでランク付けされ、重量のみ数値表記となる。ver2.7より、ランクが細分化した。Ver4.5からは各部位に新たなパラメータが一つずつ新設されている。

### 全パーツ共通
重量機体パーツ、武器パーツの重量。脚部パーツの重量耐性に影響する。
装甲各部位に射撃攻撃が命中した時のダメージ軽減率。頭部ダメージにおいてはさらに2.5倍の補正が加わる。なお、爆発・近接攻撃は全パーツの装甲を平均した軽減率でダメージが決定されるが、頭部パーツのクリティカル判定は影響しない。
スロット搭載可能なチップのコスト容量。全部位の合計が許容値になる。
頭部
射撃補正射撃武器一発ごとの集弾率にかかる補正倍率。狙撃銃ではレティクル未収束状態での弾道安定性に関わる。静止・ダッシュ中などの自機の体勢や武器毎に設定されている集弾率も上乗せされて計算される。
索敵性能敵味方や施設の識別情報が、メイン画面に表示される距離。照準を重ねることによる敵機報告の成立速度にも影響する。また、性能に応じた半径周囲を自動で索敵する。
ロックオン距離近接ロックオンやミサイルのロックオンが可能になる距離。狙撃兵装の一部特別装備の性能にも影響する。
N-DEF回復ニュード・ディフレクターに対する耐久力の回復速度。N-DEF容量の大小に依存せず、ランクごとに設定された時間単位の割合で回復する。
胴体
SPゲージ供給率SPゲージの回復速度にかかる補正倍率。
エリア移動時間エリア移動選択後、出撃地点選択画面に移行するまでにかかる時間。ただし、実際には武器変更にあたる動作が必要なので、拘束時間は更に長い。
ブースターダッシュやジャンプで消費するブーストゲージの容量。時間辺りのゲージ回復量はランクに関わらず一定。
N-DEF別枠の耐久力であるニュード・ディフレクターの容量。パラメータが高いほど容量が多い。
腕
リロード武器のリロード時間にかかる速度補正倍率。
武器変更武器変更時に、選択した武器を持ち替える時間にかかる倍率。武器の種類や性能、一部主武器のスイッチ機構や一部特別装備のON/OFF切り替えには影響しない。
反動吸収射撃時の照準の左右のブレや跳ね上がりの抑制具合にかかる補正倍率。武器ごとの反動が強いほど性能の影響幅が広くなり、特定のアクションチップを用いてしゃがんだ際の補正も上乗せされる。
予備弾数主武器・副武器の総弾数が増加する。増加はパラメータの割合分が端数切り捨てで乗算される。あくまで「総弾数」の増加なので、1マガジン容量辺りの容量が増えたりはしない。
脚部
二足歩行型
歩行 / ダッシュ性能ダッシュしない状態、ダッシュした状態の移動速度。
ホバー型二足歩行型とは異なり、常に慣性のかかった浮遊移動になり、ホバリングや水上の移動も可能。巡航時の移動速度は速いがブースト消費量も多い。
通常移動 / 高速移動二足歩行型の通常移動 / ダッシュ性能に相当。
加速巡航状態を続けた際に、ダッシュ性能の最高速度に達するまでに要する時間に影響する。
重量耐性重量超過の基準値。全部位のパーツと兵装ごとの全武器の合計重量が重量耐性の基準値を超えると、超過率に応じて移動速度が低下していく。

### チップについて
チップの最大コスト決定各部位に定められた「スロット」の合計によって、チップの容量が決まる。例としてクーガーI型一式の場合は7.7となるのだが、小数点以下切り捨てとなるため、最大コスト7の分までチップを装着できる。
開発手順チップは武器・パーツのように、素材やGPを払うことなく入手出来る。購入画面の「チップ」タブから、開発したい系統と種類を選び「開発依頼」する。以後は全国対戦・イベント戦・ユニオンバトルで最後まで戦えば「開発値」が貯まり、チップ毎の規定量になれば開発完了。
装着はカスタマイズ画面で行う。ただし、効果の重複や強化できるパラメータが限界に達している場合は、決定前に警告される。また、BB.netの機体カスタマイズ機能でもチップの設定が出来るが、パラメータが限界に達していても警告が表示されない。
以下に記載するチップは、初期所持及び公式サイトで紹介されているもので、チップ開発、及びランク到達で開発できる種類は増える。チップ開発は、D4ランクから可能となる。
アクション系チップブラストの動作を設定。アクションボタン入力・ダッシュボタン入力・ジャンプボタン入力による動作があるが、コマンド重複すると併用不可。逆に、コマンド重複しなければ複数の近接攻撃アクションを割り当てることも可能。
- しゃがみ - アクションボタン入力で、体勢を低くする。初期所持。下記「しゃがみII」よりコストが低い。
- しゃがみII - 上記に加えて、しゃがみ中は射撃精度と反動吸収率がアップする。ver2.5までのしゃがみ動作で初期所持。
- タックル - アクションボタン入力で、体当たり攻撃を繰り出す。本チップを含む一部アクションチップは、ブラストの武器による攻撃よりも強力なダウン判定を持つ。
- ジャンプキック - ダッシュボタンを素早く2回入力で、前方にダッシュしながらの跳び蹴りを繰り出す。上記の「タックル」と併用できる。
- クイックステップ - ダッシュボタンを素早く2回入力で、進行方向に向かって急加速する。
- ニースタンプ - ジャンプボタンを素早く2回入力で、踏みつけ攻撃（衝撃波を発生）を行う。
- クイックジャンプ - 地上でジャンプボタンを素早く2回入力し、急浮上し短時間ホバリングを行う。

機体強化系チップ機体パーツおよび武器の直接的なステータス強化などができる。「同じ効果を持つ上位・下位チップ（装甲Iと装甲IIなどの組み合わせ）」は併用不可。属性強化・防御系チップは、属性割合（プラズマカノンの爆発・ニュード半属性等）に応じて効力が低下する。
- 重量耐性 - 機体の重量耐性が少しだけ上がる。
- 装甲 - 全部位の被ダメージ倍率が少しだけ低下する。属性防御チップと重複出来る。
- 爆発範囲拡大 - 爆発属性を持つ武器の爆風が広がる。
- 対実弾/爆発/近接/ニュード防御 - 各属性による武器・攻撃による被ダメージが少し低下する。
- 頭部パーツ強化 - 現在装備している頭部パーツの射撃補正・索敵・ロックオンが少し強化される。
- 近距離ロックズーム - ロックオン時の画面ズーム倍率が上昇する。

特殊機能系チップブラストに新たな機能を付与するほか、上記機体強化系チップには当てはまらない間接的な強化を施す。
- 被弾方向表示 - 攻撃を受けた時に、その方向を表示する。ver2.5までの標準機能。初期所持。
- 自動体勢制御 - ダウンさせられた時に、自動で受け身を取ってくれる。ブーストゲージを消費。
- アンチブレイク - 耐久力がフルの時に一撃即大破の攻撃を受けても、僅かに耐久力を残して耐えしのぐ。だが自爆や搭乗兵器の破壊による大破は防げない。
- 大破防止 - 特殊な条件を除き、機体が即時大破しなくなる。再起動をしてもらう余地が増えるほか、自分の設置物が即時消滅しなくなる。
- 被弾時カメラ制御 - 被弾時やSバンカー発動中時の画面のブレ幅と頻度を半減。「II」になるとブレそのものを無効化する。
- リペアポッド適性 - リペアポッド搭乗中の耐久力・弾薬の回復速度が上昇する。
- フェイタルアタック - 敵機を一撃大破させやすくなる。「大破防止」チップを装着した敵機には無効。

## 機体パーツのブランド
機体パーツには機体毎の区分の他にも「ブランド」が設定されている。ブランド間ではステータスの傾向がおおよそ似通っている。またブランドを統一した場合には（型番が違っていても）「統一ボーナス」が発生する(元は1種類だったが、現仕様では2種類)。
機体ブランドはパーツ重量を基準に「標準型」「重量型」「軽量型」に分類される。

以下、（支給）と付いたものは、ver3.0以降ランク昇格で一式受け取ることが出来るようになっている。

### 標準型
クーガー (COUGAR) I型 / II型 / S型 / NX/ ACE
統一ボーナス:重量耐性増加
TSUMOIインダストリが最初期に開発した汎用モデル。クーガーが、GRFに提供され、開発費捻出のためにEUSTにも提供されたことから現在の紛争へと繋がる。
プレイヤーには最初にクーガーI型が支給される。
すべての能力がバランス良くまとまって扱いやすい代わりに、突出した能力もない。
その後、プロトタイプKV型を経て、S型をリリース。バランスの良さを保ったまま高性能を得る。
また、S型に続くブランド第4モデルとしてクーガーNXがリリースされている。
公式小説ではレスキュー仕様のR型が登場する。
PS4版では基礎性能を最大限に向上させた、ACEが登場する
エンフォーサー (ENFORCER) I型（支給） / II型 / III型 / X型
統一ボーナス:ブースター容量増加
TSUMOIインダストリがクーガーの後継モデルとして開発。
クーガーと比べてパーツを軽量化して重量耐性を高めた。ツェーブラほどではないが射撃関連の安定性能も強化されている。
X型の脚部は、ブラスト制作での技術提供先である四条重工のブラストのスラスターを採用している。
ツェーブラ (Zebra) 38（A1）（支給） / 39(A2) / 41(A4) / 48C（アインス）/ ベンノ
統一ボーナス:索敵距離拡大
ベンノが開発。自社における兵器開発のノウハウをブラストに転用した機体。
索敵と射撃補正が高く、武器次第でどんな射程でも戦える半面、武器変更が遅い。
その後、関節部の防塵加工と挙動性が向上した48Cがリリースされたが、何故かディスカス・プロトのブースターが装備されている。
PS4版ではパーツグラフィックが同じだが名称が変更されている。
E.D.G. （エッジ） α / β / δ / θ
統一ボーナス:リロード速度向上
ナクシャトラが開発。射撃補正・SP供給・リロード速度など、ツェーブラ以上に遠距離戦に優れた性能を持つが、重量の割に装甲がとても薄く、歩行時の音も大きい。
θでは、ヤーデと同じ発光型軽量装甲が使用されている。
ディスカス (DISCAS) プロト / ダート / ノヴァ / エヴォル
統一ボーナス:SP供給速度上昇
ナクシャトラが開発。軽装型のダートを除きやや重量型寄りの性能。
やや標準的な機動力がありながら、SP供給と装甲が高く、射撃補正もあり後方支援も優良。
ネレイド (NEREID) 45（支給）（R1） / 45改(R2) / 46(R6) / RT(ウォーゲン)
統一ボーナス:射撃補正向上
ベンノが開発。全体的な性能は平均的で軽量。
脚部パーツはホバー型をブラストで初採用。滞空性能と巡航性能、それによる射撃安定性に長ける。
一方でホバー脚部はブースト消費が少し多く、接地しない構造ゆえに強い衝撃で転倒しやすい。
PS4版ではアーケード版でのホバー型が全てニ脚型に変更されたが巡航性能は高い
迅牙 (ジンガ) 迅牙 / 迅牙・甲 / 迅牙・真 / 迅牙・飛天
統一ボーナス:ロックオン距離延長
これまで38式狙撃銃系列など携行火器の開発と生産を行っていた四条重工が、TSUMOIの技術支援を受け参入第一弾として開発。左右非対称なパーツ配置が特徴。
どのタイプもSP供給に優れ、初期型は全体的な挙動、甲は装甲を強化し近距離戦闘向けに、真以降は更に装甲強化と積載量を上げ重装備兼射撃戦向けにといった、バランス・突撃・後方射撃と言った多目的な機体構成が組める。
雷花 (ライカ) 雷花 / 雷花・燕 / 雷花・麗 / 雷花・燐
統一ボーナス:ブースター容量増加
四条重工が開発。曲面で構成された独特のフォルムが特徴。女性的な印象もある。
標準的な性能バランスと、軽量機体に匹敵する機動性能を併せ持つ。
グライフ (GREIF) 65(V1) / 66(V3) / 65V(V5) / 68G(リッター)
統一ボーナス:N-DEF回復速度増加
ベンノが開発しているが、ナクシャトラが制作した機体デザインに類似点が見られる。
F3ブラスト誕生で追加されたニュード・ディフレクターに重みを置いた性能となっている他、脚部も追加された加速が重視されている。
ザオレン (ZAOREN) ザオレン / ザオレン・ガイ / ザオレン・リアン　/ ザオレン・ダジアン
統一ボーナス:SP供給速度増加
甲龍電駆が制作した局地戦を目的とした二脚型ブラスト。
ブラストを機能させるためのニュードバイパスを機体外部に露出させることで、内部機構のパフォーマンスを強化しており、装甲を除きバランスを取りながら一部の性能を向上させている。
X X-Ie / X-IIs / X-IIIcg　/ X-Vsp2 /X-Ⅹf
統一ボーナス:
TSUMOIインダストリが開発したハイバランス指向の二脚ブラスト。
パーツバランスを整えながら一部特化を行うことで、オールラウンドな運用を可能としている。
PS4版では同型機の集大成型でもあるⅩfが実装した。
ヤマ (YAMA) ヤマ / ヤマ・王 / ヤマ・羅 / ヤマ・天 /ヤマ・雙覇
ナクシャトラが開発した半重量型ブラスト。
同メーカーのディスカスの様なスタイルを持ったF3ブラストの新要素へ指向した機体。機体名は閻魔の意。
PS4版では同型の汎用性を高めたヤマ・雙覇が新たに実装された
輝星 (KISEI) 輝星 / 輝星・弐式 / 輝星・三式 / 輝星・空式 /輝星・覇式

アスター（ASTER）アスター/ファクト/ギエナ/リベルタス

### 重量型
ヘヴィガード (HEAVY-GUARD) I型（支給） / III型 / IV型 / G型 /HRT
統一ボーナス:装甲UP（ダメージ軽減率上昇）
エアロン・エアハートが開発。クーガーとは質の異なるニュード合金を用いた拠点防衛機体。
機動力・エリア移動、射撃補正などを犠牲に装甲を高めている。上位モデルのIV型では機動力の改善も図られている。
ちなみに、開発機のII型はシュライクII型へのパージ機構を持っている設定がある。
ケーファー (Kafer) 42 / 44 / 45 / 52
統一ボーナス:反動吸収UP
ベンノが開発。重量型の特色を残しつつも、ヘヴィガードに比べ標準型寄りにダッシュ・エリア移動・索敵・射撃補正などの欠点をカバーした性能を持つ。
シリーズを通して反動制御に優れており、硬い装甲を持ちながら射撃能力及び機動力のバランスを取っている。
ロージー (Rosie) R / R+ / LM / EVE
統一ボーナス:装甲UP
ワフトローダーの開発元であるZe-MACHが開発した、ネレイドに続くホバー型。
重装甲・低機動のバランスはヘヴィガード以上に偏っており、上位モデルのLM型ではヘヴィガードIV型同様に装甲を保ちつつ機動力の改善を図っている。
さらなる後期モデルEVEではLMとは逆に新素材による堅牢性を重視し、あらゆるブラストを凌駕する装甲を獲得する。
ランドバルク (LANDBULK) I型 / II型 / IV型 / AT
統一ボーナス:重量耐性増加
エアロン・エアハートが開発。脚部にはヘヴィガードの物よりも大型なキャタピラーが膝下を覆うように取り付けており、全ブラスト中トップクラスの積載量を備えつつ機動力を犠牲にしていない。
リロードなどの武器の取り回しは重量級でも随一とケーファーよりも標準型寄りの性能を持つが、その分装甲も重量級の中では薄めである。
ヤーデ (Jade) 54 / 54S / 55 / VMT
統一ボーナス:ダッシュ速度向上
ベンノが開発。軽量で堅牢な新素材を使用した機体で、緑の蛍光色に発光する特殊装甲を持つ。
重量型の域を超えた挙動の軽さ・機動性能と、ヘヴィガードやロージーに引けを取らない頑強さを併せ持ちながら、ある程度軽量であることを特徴とする。
ジーシェン (JIXIEN) ジーシェン / フー / シー / パイロン
統一ボーナス:エリア移動UP
甲龍電駆が開発。ブラストウォーカーの開発経験から工業的な武骨さを持つ。
重量型の中でも重量はあるが、ある程度の堅牢さを持たせながら標準的な性能を意識している。
スペクター (SPECTER) I型/ I型C / III型 / MRG /HOL
統一ボーナス:重量耐性増加
TSUMOIインダストリが空挺部隊用ブラストとして開発したホバー型。装甲を補強する強化フレームが機体表面を張り巡る。
従来のホバー脚部のスラスター構造と異なり、浮上用と推進用のメインスラスターが単発になっているが、それらを補助するサブスラスターが4つ実装された多脚型のような形が特徴。
後期型につれて重量型寄りになるバランス性能となっており、ブースト容量と通常移動速度に優れ、空中浮遊時の安定性が高い。
アイアンフォート (IRONFORT) I型/ II型 / IV型 / D型
統一ボーナス:予備弾数増加
エアロン・エアハートが制作したF3ブラスト。
N-DEF関連の性能を抑制することで、重量型の重装甲でありながら軽快な機体動作を実現。いずれも予備弾数の性能が高く、重武装に対応した持続的な継戦能力を有する。
PLUS：G PLUS：G / PLUS：G-cb / PLUS：G-hw / PLUS：G-fa
統一ボーナス:装甲・重量耐性増加
エアロン・エアハートが制作した新技術ブラスト。
PLUSフレームという新企画を採用したもので、基礎データはヘヴィガードのものとなっている。
ライノス（RHNOS）ヴェリ/ホプロ/レギオ
ヴァラー（VALOR）E/WS/HC/RAV
キャバルリー（CAVALRY）E/EC/IP/FLS/INF

### 軽量型
シュライク (SHRIKE) I型（支給） / II型 / V型 / W型/ AER
統一ボーナス:歩行速度上昇
エアロン・エアハートが開発。本来は機動性を活かした偵察用途として開発されている模様。
ヘヴィガードとは対照的に、軽量で機動力・エリア移動の両方に優れるが、装甲・重量耐性には難がある。
ヤクシャ (YAKSHA) ヤクシャ / ヤクシャ・改 / ヤクシャ・弐 / ヤクシャ・零 /ヤクシャ・玖遠
統一ボーナス:ダッシュ速度向上
ナクシャトラがエースレベルの傭兵向けに開発。弐型はより高度な指揮官向け仕様となっている。
全体的に高水準で、装甲の薄さ・積載もシュライクよりは上。軽量型の中で索敵性能とエリア移動が低く、直接戦闘向け。一方でチップによる拡張性には難がある。
機体ロゴでの漢字表記は「夜叉」。エイジェンの高性能カスタム型、一般機のブラックボックス等疑問点も存在する。
セイバー (SABER) I型 / I型R / II型 / ZX
統一ボーナス:エリア移動UP
TSUMOIインダストリが隠密行動用、および用途を活かした集団戦向けに開発。
射撃補正とダッシュ性能は軽量型の中では最も低いが、索敵とロックオン、更にエリア移動に優れる。
B.U.Z. （バズ） α / β / γ / λ
統一ボーナス:通常移動上昇
ナクシャトラが開発したホバー型。ネレイド、シュライクに比べて更に高速で、リロード・射撃補正にも長けるが、装甲はシュライクと並ぶ最低クラス。対衝撃への弱さも際立つ。
フォーミュラ (FORMULA) II型 / II型C / F型 / MST
統一ボーナス:高速移動上昇
エアロン・エアハートが開発した、ホバー脚部を有する軽量型ブラスト。
ヤクシャ並みの装甲と手堅い性能、B.U.Z.を上回る脚部のダッシュ性能と搭載能力を持つのが大きな特徴。
アスラ (ASURA) アスラ / アスラ・弐 / アスラ・参　/ アスラ・閃
統一ボーナス:武器変更上昇
ナクシャトラが開発した軽量二足歩行型ブラスト。
軽量級のE.D.G.とも言うべきヤクシャよりもピーキーな性能に調整したパーツで構成されている。
最低限の装甲、少なめのチップ容量の欠点を持つが、最終型である参型は唯一無二のダッシュ性能Sクラスを誇る。
月影 (ゲツエイ) 月影 / 月影・新 / 月影・暁 / 月影・烈風
統一ボーナス:リロード速度向上
四条重工が宇宙航空技術を応用して試験的に開発が進められた高機能型軽量機体。
柔軟性の高い新素材の採用により、重量を抑えたまま耐久力の向上が図られている。
ガルム (GARM) 67 / 68 / 67U / 70
統一ボーナス:加速向上
ベンノが戦況判断力に秀でたボーダー向けに開発したF3技術前提の次世代機。
F3ブラストで実装された3つの要素を充填的にした機体で、加速による効率よい速度で、補充された高火力武器を取りまわす突破力を持つ。
Z.t. (ゼット) Z.t.-Λ / Z.t.-Σ / Z.t.-Φ / Z.t.-Ω/Z.t.ΣO
統一ボーナス:DEF回復・ダッシュ速度向上
ナクシャトラが開発した新技術を取り入れた新型機体。
ヤクシャのデータをもとにN-DEF性能の強化を図っている。
PLUS：S PLUS：S / PLUS：S-sd / PLUS：S-lw / PLUS：S-fv
統一ボーナス:DEF耐久・歩行向上
エアロン・エアハートが制作した新型機体。
PLUSフレームと言う規格を採用したもので、開発データにシュライクのものを使用している。

ソリトン（SOLITON）ノイズ/リニア/フォトン
ヴェクター（VECTOR）N/Nb/CE/RE
オービター（ORBITER）フルド/アダラ/ヴェズン/アダラ/シリウス

## 兵装
機体パーツには目的に合わせた4種類の兵装毎に武器を装備する。最初からすべての兵装および武器を使用することが出来ないが、バトル時間経過もしくはランク昇格によって、強襲以外の兵装・ロックされている武器・支給システム対象品が順次無償支給される。
ボーダーブレイク可動から長期間の間、一度選んだ兵装は自機が撃破されるまで変更不能と言う縛りがあったが、バージョンアップによって「兵装換装装置」上でエリア移動することで任意に換装可能となった。よって、状況に応じて役割の不足分を自分、ないし他の僚機が行うことで即時に補うことが可能。

### 武器の特徴
主武器各兵装の主用となる射撃武器。兵装の用途に合わせた性能を持つことが多い。
副武器支援攻撃や間接攻撃、爆風による範囲攻撃、地雷などの罠設置を目的とする武器。兵装・武器によって射撃方式は大きく異なる。
補助装備近接攻撃や味方機への支援補助を目的とする武器。攻撃力を持たないものもある。近接武器を除き、再出撃するまで補給出来ない。
特別装備各兵装の目的を際立たせた装備で、重火力兵装と遊撃兵装の一部装備を除き攻撃力を持たない。SPゲージを消費して使用する（SPゲージがあれば、何度でも使える。またSPゲージを空にしても、時間経過で再チャージ）。
4種類の武器・装備のうち、それぞれ1つを各兵装に装備させなければならない。武器・装備の多くはいくつかの系統に分かれており、兵装の中でも性能の差別化が図られている。ただし、下記の要請兵器に関してはその例外となる。
要請兵器
上記4種類の武装とは別に、一定の条件で使用可能になる転送兵器。どの兵装でも共通して、事前に選択した同じものを使用する。
武器の属性エアバースト以降、攻撃には「属性」が設定されている。一部の武器は2つの属性も持つ。属性の対象は「コア」、自動砲台およびレーダーの「施設」、ガン・ターレットおよびワフトローダーの「乗り物」、バリケードなどの破壊可能な「障害物」、ブラストが装備している「設置物」に分けられる。
実弾主武器の多くがこれに属する。装甲のある乗り物の破壊に不向きだがコア攻撃に適し、設置物の破壊にも有利。
ニュード施設と設置物の破壊に向いているが、コアに対しては実弾よりもダメージが低下する。実弾兵器と比べて低反動な性質が共通している。レーザーの様な軌跡を描く純ニュード弾以外にも、ニュードを電気的に纏わせる実体弾（電磁加速砲など）、爆発の原理にニュードを含む物（プラズマカノンなど）、ニュードによる電気的切断が施された近接武器（リヒトメッサーなど。）にも割合として含まれる。
爆発主武器の一部、副武器の大半、重火力の榴弾砲・エアバスターが主に属する。直撃時の威力は高いが、爆心地から離れるほど威力が低くなり、味方を巻き込む（のけぞるだけでダメージは無い）、自機を巻き込むと自爆する、N-DEFや設置物に対して威力が下がるといったデメリットもある。コアに対しては特に威力が向上する。
近接刀剣、パイルバンカー、もしくはブラスト自身の格闘などによる純物理攻撃。一撃で大ダメージを与えられ、一部を除きダッシュと同時入力で特殊攻撃が可能。そのダメージの高さから敵を吹き飛ばす能力にも優れる。コアにダメージは与えられず、障害物の撤去にも不向き。

### 強襲兵装
高い機動力による強襲を主目的とする兵装。ゲーム開始時及びゲストプレイでは、主武器と副武器のみ所持。

以降、◆は各兵装における初期支給の系統・◇は「武器支給システム」の対象となった系統。
主武器
汎用性のある射撃武器。
- ◆サブマシンガン - 平均的な性能。装弾数が多い小径弾をフルオート連射する。主武器カテゴリ内では最軽量。
- ◇ヴォルペ突撃銃 - 射程と威力が高い三点射のアサルトライフル。連射速度はサブマシンガン並み。一部はフルオートで使用可能。
- 電磁加速砲 - 半ニュード・半実弾属性。高精度で非常に低反動、かつ単発威力の高いレールガン。連射速度およびリロード速度は遅め。
- VOLT - ニュード属性。実弾より1発の威力が高く低反動の三点射アサルトライフル。ヴォルペ突撃銃より高精度だが連射速度は遅め。一部はフルオートで使用可能。
- STAR - 威力が高い単射のアサルトライフル。VOLT並みの連射速度だが反動が強い。
- スイッチアサルト - 装備中再度武器選択し、射撃方式を3点射とフルオートに切り替えることができる可変突撃銃。
- SSG - 短砲身の中折れ式ショットガン。支援兵装のショットガンと比べ軽量で、弾数を少なくした代わりに取り回しを重視。
- アイビス - 弾道制御向きのタイプに切り替えることができる突撃銃。前述のタイプに切り替えた場合、精密照準スコープを使用可能になる。
- ウェーブショット - 横長の伸縮銃口を持つチャージ式ニュード銃。チャージすることで攻撃範囲と威力を強化する。
- 速射機銃 - 高い連射速度を持つフルオートカービン。射撃精度に難がある物の突撃銃並みの威力と連射力により高い火力を持つ。
- MPG - 実弾とニュードの弾頭を切り替えて使用できる可変マシンガン。変更時の性能はそれに即したものとなる。
- スムレラ長射長銃 - ニュード弾帯を用いた次世代型アサルトライフル
- 掃射機銃 - 小型で片手で扱えるサイズと重量を実現した強襲兵装小型ガトリングガン

副武器
小型の榴弾を投射し、障害物越しの攻撃、爆発による範囲攻撃を行う。
- ◆手榴弾 - 爆風範囲が広く軽量。投てき後数秒で爆発する。
- ◇グレネードランチャー - 擲弾を射出、連射可能。発射後0.5秒間は爆発しない。
- ミサイルスロアー - ミサイルを1マガジン分同時に発射。重火力副武器のMLRSと同じくロック誘導。
- クラッカー - 柄付き手榴弾。接触で爆発するほか、時限爆発も備える。手榴弾に次いで軽量。
- チェインボム - 複数の小爆弾を連結内蔵した特殊爆弾。着弾時に、一定間隔で進行する爆風を連続で形成する。
- フレアグレネード - ニュードの反応により、球状の範囲に一定時間放熱し続ける手榴弾。熱源に触れている間、距離に関係なく持続的に一定ダメージを与える。
- バーストチャクラム - チャクラム状の手榴弾。近接信管を内蔵し、噴射機構により自機へ戻ったりその場に停滞可能な機能を持つ。
- パイロダート - 多銃身多マガジンの特殊ライフル。炸薬弾を拡散させる形で同時発射する。
- ブラスターガン - 荷電ニュードを帯電させた実弾を発射する特殊ライフル。着弾時に対象物に帯電し、その後も連続で着弾・帯電させることで放電を起こし損傷を与える。
- 変則起爆弾 - 可変機構を持つ手榴弾。切り替えることで爆発範囲と起爆時間を延長し、近接信管による設置武器にもなる。
- ツィーゲル・ラケーテ - 近距離戦闘での対応力を実現した、小型ロケットランチャー
- アークスピナー - ニュードを含有した凝縮放電弾を発射する特殊銃
- FCNグレネード - チャージすることで威力を強化する手榴弾

補助装備
他兵装とは異なり近接武器のみ存在し、種類が豊富。
- ◆ソード - 大型の剣。広範囲の横薙ぎと回転切りで攻撃。
- ◇スピア - 槍。前方への長い突きと回転薙ぎで攻撃。
- リヒトメッサー - ニュード色の刃を持つ日本刀のような細身の曲刀。半ニュード属性。隙が少なく上下に広い袈裟懸け斬りで攻撃。
- スパークロッド - 電流をまとった2本組の警棒。弱ニュード属性。2本同時および、片方を水平に振るほか、回転薙ぎで攻撃する。
- ブリッツァー - リヒトメッサーから派生した、チャージ機構を持つ直刀両刃片手剣。強ニュード属性。チャージすることで、斬撃時にニュード粒子を刃状にして投射する。（投射：ニュード属性）
- ダブルクロー - 2つ1組のカギヅメ状の武器。正面を交差するように両手で薙いだり、両手で突きを繰り出す。
- グレイブ - ニュード刃の薙刀。半ニュード属性。チャージ機構を有し、ニュード刃を形成する刀身部を伸長する。横薙ぎや振り回しで攻撃。
- プランダーサイス - スラスター付きの大鎌。半ニュード属性。損傷を与えたブラストのNCメタルの破片を出力に転換する機構を持ち、2段階まで攻撃力が強化される。
- カノンブレード - CISフレームを武器に応用した一例で、小型ニュードキャノンに長めの刀身を持つ銃剣。近接武器としては突きなどで攻撃し、切り替えることで重火力副武器並みの爆発攻撃が可能。ただしニュードキャノンで攻撃する場合は動きが止まってしまう。
- 二連光波刃 - ニュード結晶体を特殊な鍛造で刀身にしたダガー状の武器のセット。素早く大きく踏み込むような動作を取る。
- クラッシュエッジ - 特殊な素材を刀身に採用した新型の大型ソード

特別装備
- ◆アサルトチャージャー - ブーストゲージの代わりにSPゲージを消費する高速移動ブースター。起動した状態でダッシュ・ジャンプボタンを入力すると発動する。前方にのみ進めるものと、全方位に移動できるものの2種類が存在する。

ジャンプをしてもジャンプの頂点が伸びたりはしないが、ACを用いたダッシュジャンプ中にジャンプを連続入力することで、跳躍距離を延長させることは可能である。

### 重火力兵装
攻撃力が高く弾薬が豊富な武器を多く持つ戦闘特化の兵装。武器の癖が強く、過積載による運動性能の低下も招きやすい。
主武器
強襲兵装のものに比べ威力と連射性能、特に豊富な弾数による持続力に優れるが、ヴルカン・LAC以外は連射し続けるとオーバーヒートを起こし一定時間使用不能になる。
- ◆ウィーゼル機関銃 - サブマシンガンと比べ、前述の特徴に加えて高反動。
- ◇ガトリングガン - 連射速度に優れ総合的な威力は高いが、空転による発射までの時間差、高反動などが挙げられる。
- 機関砲 - 単発の威力が高く弾道が安定するが、同様の高反動と連射速度の低さが挙げられる。
- ヴルカン - ニュード属性機関銃。オーバーヒートが起こらない。軽量で単発の威力も高いが連射速度で劣る。
- LAC - ニュード属性機関砲。オーバーヒートが起こらない。単発威力を重視し、連射速度と反動を抑えている。
- 炸薬砲 - 爆発属性を持った機関砲。着弾時に周囲に爆風を発生させる弾丸を連射する。
- サーバル - 近距離ロックモードと手動の精密照準モードの2種類の照準モードを切り替えることができる可変機関銃。
- LEC - ニュード属性のチャージ機構付きセミオート銃。チャージすることで着弾時に爆発を起こすことができる。
- LSG - スイッチ機構搭載のニュード属性機関銃。タイプを切り替えると射程が極端に短くなる代わりに、連射速度を倍以上に強化することができる。
- VFT - ガトリングガンのような多砲身のスイッチ機関砲。高威力低連射のフルオートタイプと、チャージ後に低威力高連射でオーバーヒートまで攻撃し続ける一斉射撃タイプに切り替えられる。
- PBW - 高密度荷電ニュードを砲弾として打ち出す滑腔砲。セミオートで低連射だが、機関砲より高威力となっている。

副武器
着弾で高威力の爆発を起こす。
- ◆サワード - 高威力だが弾速の遅いロケット砲。
- ◇プラズマカノン - 半ニュード属性。サワードに比べて威力では劣るが弾速が上がる。その一方で威力特化のモデルもある。
- MLRS - ロックオンした対象を追尾するミサイルを発射する。強襲のミサイルスロアーと異なり、複数の対象を同時にロックすることができる。
- シーカー - 発射後、手動で弾道を変えることができる「誘導モード」を持つロケット砲。発射されたロケットは徐々に加速する。
- チャージカノン - プラズマカノンのチャージ版。リロードまでに連続発射できる弾の数が多いのが特徴。
- スプレッドランチャー - 機種ごとに設定された方向に拡散するグレネードランチャー。重量の分、強襲兵装のそれに比べ全体的に火力を強化。
- インパルスカノン - チャージカノンの派生装備。最大チャージすることで爆発範囲拡大・低弾速化かつ、一定距離で自動炸裂するようになる。
- PNC - 波動性質を付与したニュードを発射するニュードキャノン。着弾によって爆発はしないが、攻撃範囲が広くブラストを貫通する性質を持つ。
- ブレイズランチャー - 高分子イオンの圧縮熱弾頭を発射するグレネードランチャー。通常の爆発の代わりにフレアグレネードと同様のダメージフィールドを形成する。
- グランドバスター - 任意に特定地点をロックして誘導可能なロケット砲。

補助装備
- ◆ECMグレネード - 手榴弾と同じように投擲して使用する。爆発に巻き込まれた敵ブラストは一定時間視界がジャミングされる。
- ◇パイク - 近接武器、チャージ式パイルバンカー。隙が大きく射程も短いが、フルチャージ時の威力は近接武器の中でも特に高い。
- インパクトボム - 高気圧の爆風が発生するグレネード。ダメージは受けないが、範囲内の敵は確実に吹き飛ばされる。
- チェーンソー - 近接武器、戦闘用のチェーンソー。接触した敵に多段ダメージを与え、動きを遅くする。使用中も動きを拘束されない。
- ハウルHSG - 高衝撃ショットシェルを使用した緊急用拳銃型散弾銃。高めの転倒倍率が設定されており、相手を転倒させやすくなっているクロスレンジ向けの射撃装備。
- AN手榴弾 - 電荷ニュードガスを放出する特殊手榴弾。装甲内部のNCメタルに干渉することで被ダメージ時の強度を下げる。

特別装備
攻撃を中心としたものが多い。
- ◆榴弾砲 - SPゲージを使用する砲撃。自機を中心とする半径数百メートルの範囲に高威力・広爆風範囲の砲撃が可能。タッチパネルで着弾地点を選ぶと数秒後に飛来、地表に着弾して爆発する。特性上、自機の真上に障害物がある場合は爆撃不能(爆撃そのものは可能ではあるが、自機の頭上で爆発するためほぼ確実に自爆する。これは後述のエアバスター系統でも同様)。
- エアバスター - 着弾点の地表数メートル空中で炸裂するエアバースト型の榴弾砲。榴弾砲に比べて威力は劣るが、軽量で地表の障害物の影響を受けにくい。
- バリアユニット - ニュード粒子を機体周囲に展開し、近接武器および地形関係以外からのダメージをSPゲージが肩代わりする。設置物判定で爆発に強く、ECMグレネードの効果も無効化される。
- UAD - 自律攻撃可能な浮遊兵器を敵に向けて射出し、隣接後に爆風を発生させる射撃攻撃を行う。
- 重装砲 - 水平方向に砲身を展開し、弾道と爆撃地点を示したマーカーに沿って砲弾を曲射する。榴弾砲と異なり天井の影響をあまり受けず、自身で爆撃地点をコントロールすることが可能。
- NeLIS -左右に展開した磁場制御ユニットから励起させた大型ニュードレーザーを照射する。照射中も若干照準を操作することができる。

### 遊撃兵装
偵察、長距離狙撃、攪乱など多目的な運用を可能にした兵装。狙撃兵装をより強化する目的で再構築された。
主武器
大多数の武器が二丁武器による同時射撃の双射となっている。元は狙撃兵装副武器の拳銃類と、一部強襲兵装主武器からカテゴリが移籍された物。
- ◆マーゲイ - 単発威力に優れたオートマチックハンドガン。
- レヴェラー - フルオート連射式ハンドガン(マシンピストル)。弾数が豊富だが単発威力ではマーゲイに劣る。
- デュアルマシンガン -　小型のサブマシンガン二丁セット。ボーダーブレイクX以前は強襲兵装の主武器だった。
- ワイドショット - 水平方向扇状に複数の弾を一斉発射するハンドガン。
- グリントN72D - ワフトローダーに搭載されているニュードカノンをブラストで携行可能にしたニュード銃。チャージすることで低弾速で爆発を発生させるニュードカノンを発射する。

副武器
遠距離をカバーする狙撃武器、設置型の爆発武器を持つ。狙撃武器は狙撃兵装の主武器を一撃強化向けに調整。
狙撃武器は弾数が少なく集弾性能も悪いため、精密射撃を要する代わり、全武器中最大の弾速・射程距離・攻撃力を持つ。
主武器を使用している間は、ロックオン操作がスコープ操作（俯瞰視点から主観視点）に変わり、照準に表示されたレティクルが収束するほど集弾する。
- ◆38式狙撃銃 - 装弾数・威力共に平均的。
- ◇イーグルアイ - 威力は低めだが、軽量で装弾数も多く、可変倍率スコープを持つ。
- LZ - ニュード属性。リロード時間が長いが、威力が非常に高い。
- ブレイザー - 銃身が広がるように可変するニュード狙撃銃。レティクル収束が早く、チャージによる威力の強化が可能。
- 炸薬狙撃銃 - 着弾して爆発するため、敵機に直撃させなくてもダメージを与えられる。銃弾が敵に直接命中した場合は、従来の狙撃銃と同一の装甲ダメージ判定となる。
- バトルライフル - 威力を他兵装の主武器並みに抑えた代わりに連射速度を高め、ノンスコープでも集弾しやすくなった中・近距離向けライフル。弾数はイーグルアイより豊富だがほかの狙撃銃よりも射程は短い。
- MLZ - 銃口水平連装のニュード狙撃銃。チャージ式であり、チャージすると他の銃身を水平一列に展開させ一斉発射する。
- 可変狙撃銃 - 単射と3点射に射撃モードを切り替えることができる狙撃銃。
- LBR - ニュード属性版のバトルライフル。低反動。一部はフルオートで攻撃可能。
- BSR - 実弾と成型炸薬弾を切り替えて使用することができる狙撃銃。
- SBR - 高威力の新型徹甲弾に切り替えることができる狙撃銃。ただしその制約上、新型徹甲弾の方を使用する際、強制的に静止しゃがみ状態になる。
- ◇ジャンプマイン - 敵機が接近すると跳ね上がって爆発する地雷。
- スティッキーボム - 吸着式の小型手榴弾。投てき後ミニサイズに分裂する。
- インパクトマイン - 起爆性ニュードを散布し衝撃波を伴う爆風を発生させる感知式地雷。高い衝撃力により装甲の与える損害以上にブラストを容易に吹き飛ばす性能を持つ。吸着式で設置場所を選ばない。
- バインドダート - 棒磁石状の横手投げ型電磁爆弾。着弾時の爆風に巻き込まれるとダメージとともにスローとバインドを受ける。

補助装備
設置射撃武器、偵察装備を有する、偵察装備は支援兵装の補助武器から移籍。
- ◆偵察機 - その場で偵察機を射出、周囲を索敵しながら前進する。索敵範囲は円筒状。他の索敵手段より敵表示時間が長い。ボーダーブレイクX以前は支援兵装補助装備だった。
- レーダーユニット - その場で折りたたみ式レドームを展開し、敵を索敵する電磁波を拡散放射する。索敵距離は展開時間に応じて伸長していく。何度でも使用可能だが使用中はその場から動けない。ボーダーブレイクX以前は支援兵装補助装備だった。
- セントリーガン - 敵機を自動で補足し射撃する機銃を設置する。
- ◇高振動ブレード - 近接武器、チャージ式の小型の刀剣で非常に軽量。
- エアロセントリー - ジャイロにより空中に設置が可能になったセントリーガン。複数携行可能。
- リモートシューター - 遠隔手動操作で攻撃するセントリーガン。設置後、その台数に応じて操作するカメラを切り替えることができる。
- スタングレネード - 手投げ式の行動妨害用手榴弾。加害半径のブラストを設定時間分スタン状態にする。
- FAS - 投擲方向に前進し、下方周囲の敵にニュードを浴びせる特殊なエアロセントリー。一定距離を進むと自壊する消耗武器だが、数が豊富。
- NDディテクター - ブラストのニュードドライブの熱源を感知する索敵探知装置。障害物に隠れているブラストを赤いシルエットで表示する。同時に目視発見報告の範囲も向上する。有効距離やズーム倍率は機種ごとに設定されている。ボーダーブレイクX以前は狙撃兵装特別装備だった。
- クリアリングソナー - 音響による索敵を行うグレネード型の索敵装備。索敵表示時間が長く設定されている。

特別装備
- ◆光学迷彩 - SPゲージを消費しながら自機の機体色を透過させ周囲に同化させる。ただし、被弾すると透明度が下がり、ブーストなどのエフェクトを消すこともできない。また周囲に高音が聞こえる。
- シールド発生装置 - 設置後にSPゲージを消費して反対側の攻撃のみを無効化する。表面はそれより後方を視認できず、裏面は逆に周囲を視認可能。耐久力はバリアユニットより上で持続力、耐久度回復効率も高い。
- マグネタイザー - 設置型。SPゲージを消費し、敵機の動きを鈍らせる電磁フィールドを展開する。動きが鈍ったプレイヤーには「SLOW」と表示。
- EUS - 背部展開型。起動中はセントリーガンと同じように射程内の敵を自動で射撃攻撃し続ける。
- PHユニット - プラント内に投擲することで占拠を行う設置装備。

### 支援兵装
直接の戦闘には主眼を置かず、味方の支援に秀でた兵装。かといってその火力は低いわけではない。
主武器
散弾銃が多く属する。散弾銃は射程が短く連射速度が遅いが、当たる散弾が多ければ一度に大ダメージを与えることができる。
- ◆スマック - 平均的な性能のポンプアクション式散弾銃。
- ASG - オートマチック式散弾銃。1発の散弾の威力は高くないが、連射速度の速さにより手数に優れる。
- LSG - ニュード属性散弾銃。連射速度・装弾数で劣るが、高威力・低反動・長射程。
- ◇ネイルガン - 釘を撃ち出す。連射式で軽量。連射力・威力のバランスがよい。
- ハガード - リボルバー弾倉式大口径ハンドガン。連射速度は遅めだが、1発の威力が特に重く、重量も軽量。
- トグル - 散弾とスラッグ弾、2種類の弾丸に切り替えることができる可変ショットガン。
- CLS - チャージ機構を持つニュード属性散弾銃。チャージすることで拡散範囲を絞れる。
- SLS - スイッチ機構を持つニュード散弾銃。単発高威力型と、低威力高連射型に切り替えることができる。
- 対装甲散弾銃 - 半実弾半ニュード属性のチャージ式散弾銃。チャージによって威力が増強し、最大チャージでは装甲を侵食剥離させる融素子ニュードを付着させ発射する。融素子ニュードが付着したブラストは、ヒットした数に関わらず一定のスリップダメージの形で耐久力が減少する。

副武器
高威力の設置式爆発物。
- ◆ヘヴィマイン - 設置地点の真上を通過すると爆発する地雷。
- ◇ボム - 設置後、起爆操作にて一括爆発するリモコン爆弾。初期の「リモートボム」は地面への設置のみだが、「リムペットボム」になるとあらゆる物に吸着させて設置できるようになる。
- 浮遊機雷 - 空中で待機し、接近した機体を追尾して起爆する機雷。
- ホバーマイン - 接地後、前方に滑走する特殊地雷。障害物に反射するモデルも存在する。
- デトネーター - グレネードランチャー状の射出機から、爆弾(リムペットボムと同様の性能)を射出する。一発ごとの威力は低いが、弾数が多く連射が可能で遠くまで射出できる。
- 指向性地雷 - 支援兵装の副武器では唯一の実弾属性。接地面に対して垂直方向の敵の接近を感知する吸着式地雷で、起爆時に散弾を拡散させる。
- バインドマイン - 地雷周囲に近づいた相手を感知して作動するニュード放射型の特殊地雷。一体だけにダメージと、脚部での移動を不能にする「バインド」を一定時間与える。
- ディスクシューター - 回転する円盤状の弾丸を発する特殊拳銃。命中時に食い込んだ円盤が持続的に切りつけダメージを与えつつ、動きを鈍らせる効果（SLOW）がある。ボーダーブレイクX以前は狙撃兵装の副武器だった。
- グラスホッパー - 接地後に一定距離を跳躍しながら進む球型爆弾を発射する投射機。爆弾は跳躍後に任意起爆が可能。

補助装備
支援兵装の補助装備の大半は索敵用の装備となる。索敵された敵機は戦闘画面上に菱形のマーカーが重なって表示され、味方全員のミニマップにも表示される。なお、ミニマップには敵の偵察機やセンサーも表示される。
- ◇索敵センサー - 手に持って投げた後、吸着させて設置。破壊されるまで周囲を索敵する。索敵範囲が設置地点を中心とする球状であるため、高低差を意識した設置が必要。敵表示時間は他の索敵手段より短い。
- 弾薬BOX - 接触したブラストの主武器・副武器の弾薬を、自分を含めた敵味方問わず最大まで補給する。
- スタナー - ニュード属性の発射器型近接武器。正面に電撃を発生させ、命中させた敵機にダメージを与え、同時に一定時間行動不能にする。チャージ式で、チャージで威力と攻撃判定を大きくすることができる。
- 滞空索敵弾 - 射出型の索敵センサー。投下地点を選択し、その地点に一定時間パラシュート付きの索敵センサーを滞空させる。
- ND索敵センサー - 兵器から発せられる微量なニュードを感知する索敵センサー。設置位置から上下左右方向の平面円状に索敵範囲を形成する。
- Vセンサー投射機 - 射出機から発射する、性質切り替え機能付き索敵センサー。従来通りの半永久稼働センサーだけでなく、索敵範囲向上の代わりに一定時間で自壊するタイプに切り替えることができる。
- BRトラッカー - 扇状にレーダー波を出して索敵する。レーダーユニットの様に伸長するタイプで、一定時間ごとに索敵する。

特別装備
SPゲージを消費して自機の耐久力を回復させる。味方や自軍施設に向かって使用すればその耐久力を回復させ、味方が行動不能にされた際にも再始動も可能。
- ◆リペアユニット - 対象1体にユニット子機を飛ばして回復させる。射程から離れすぎたり障害物に遮られないかぎり、自機や対象が動いても子機は対象を追いかけて回復させ続ける。
- リペアポスト - 設置式。リペアユニットより回復速度が高い。設置地点を中心とする球状のフィールドを展開し、その範囲内に入った自機や味方、施設の回復・再始動が可能（自分に対しての再始動は不可）。
- リペアショット - 液状のニュード合金を散弾銃状に発射、命中したものを回復させる。着弾時に瞬間回復させるため効率に優れるが、狙って命中させる必要がある。使用中は自機の耐久力も徐々に回復するが、速度は低め。
- リペアセントリー - 設置式。遊撃兵装の「セントリーガン」をリペアショットに換装したもの。性能も同様で、正面の扇形の範囲に自機や味方、消耗した施設類が入ると自動でニュード合金を発射して回復させる。
- リペアフィールド - 背部展開式。選択すると、自機を追従する球状のフィールドを展開する。リペアユニットより回復能力は劣るが、武装持ち替えを必要としないため、回復と攻撃を同時にこなすことが可能。
- リペアインジェクター - 針付きニュードタンクを発射し、挿した対象を徐々に修復する。耐久力が満タンの場合は一時的に停止し、タンクの容量及びタンク自体が存在する限り回復し続ける。
- Rワイヤーユニット - プラズマ・ワイヤーを射出し対象物に挿す有線式リペアユニット。敵ブラストや敵施設を狙うこともでき、対象の耐久力を奪いながら自機の回復を図ることができる。
- オートリペアシステム - 90度以内の味方を修復する自機背部展開式のリペアセントリー。展開中も自機は自由に行動することができる。
- URデバイス - 複数の浮遊型子機を射出して回復させることが可能な機器。リペアユニットの射出をベースにしたリペアセントリーの様な挙動となっている。

### 要請兵器
ver3.5から追加された「第5の装備」で、戦闘中に条件を満たすと短時間使用できる。従来の武器のように、購入の必要はなく、B5ランクから無償で支給を受けられる。複数持っている場合は、カスタマイズで変更可能。選択出来る要請兵器は、全兵装共用で1つ。
要請兵器の使い方
エリア移動ボタンの横には、要請兵器の要請ゲージを兼ねたボタンが存在する。戦闘中の行動によって、ゲージが貯まっていき、MAXになるとボタンが点灯。ここで初めて要請が可能になる。一度受け取ると、弾切れ・武器変更（自分で解除）・使用中に大破・制限時間切れを迎えるまで使用することができる。転送後は専用BGMに切り替わるため、ユニオンバトルでの巨大兵器内部侵入時は特に注意。
- バラム重機砲 - B5で支給。大口径の双門重機関砲で、凄まじい火力を叩き出す。オーバーヒートあり。
- 爆撃通信機 - A5以上で使用可能な大型装置。設置後、爆撃機が飛来し一直線に絨毯爆撃を行っていく。
- オートガン - B5以上で支給。ロケット弾を高速連射する大型セントリーガンを設置。
- アハトミサイル - A4以上で支給。8つの独立式大型ランチャーを備えたミサイルランチャー。ロックオンによる高誘導性能を持つ。
- リペアマシン - B2以上で支給。設置後に浮遊する大型リペアセントリー。支援兵装の修復装備を超える回復能力を発揮する。
- メガロパイク - A3以上で支給。2対ブースター付きの大型パイルバンカー。ブースターを利用した急加速による高威力の体当たりが可能。
- 偵察要請装置 - B4以上で支給。大型偵察機による左右への長大な索敵を行う。索敵表示時間は特に長い。
- CNキャノンΣ - B1以上で支給。大気中のニュードを吸入圧縮して放つ可変式大型ニュードキャノン。チャージ無しでも威力が高くそこそこの速度で連射ができ、最大チャージ時には着弾地点に広範囲の爆発を起こす。
- デストロイヤー - A1以上で支給。着弾時に4方に小爆弾をまき散らす巨大グレネードランチャー。

### 仕様変更及び廃止された兵装・装備

#### 狙撃兵装
長距離狙撃が可能な兵装。主武器以外の武器・装備の使い方次第で撹乱・奇襲も行える。
ボーダーブレイクXにバージョンアップされる際、一部のカテゴリを変更し多様性を高めた遊撃兵装に仕様変更されている。
- 照準補正装置 - 狙撃兵装の特別装備で、ボーダーブレイクXで廃止されている。主武器に持ち替えて指定した目標をロックオンし、スコープが自動追尾するようになる。レティクル収束速度も向上する。有効距離は頭部のロックオン性能と狙撃中のスコープ倍率に左右される。

## リンク
- ボーダーブレイク オフィシャルウェブサイト
- BorderBreak.NET for PC
- BB.TV (BORDER BREAK CHANNEL) - YouTubeチャンネル